# 瓦亞區
13°50′52″S 73°57′03″W / 13.8479°S 73.9509°W
瓦亞區（西班牙語：Distrito de Hualla），是秘魯的一個區，位於該國中南部阿亞庫喬大區的維克托法哈多省，面積162.2平方公里，海拔高度3,341米，2005年人口2,526，人口密度每平方公里16人。